# Distretto di Ağsu
Il distretto di Ağsu (in azero: Ağsu rayonu) è un distretto (rayon) dell'Azerbaigian con capoluogo Ağsu.